# Kamikaze Girls
Kamikaze Girls (jap. 下妻物語, Shimotsuma Monogatari, dt. „Shimotsuma-Geschichte“) ist eine 2002 von Tetsuya Nakashima gedrehte japanische Komödie, die auf dem gleichnamigen Roman von Novala Takemoto basiert. Die Premiere erfolgte 2004. In den USA erschien 2006 die DVD mit original japanischer Tonspur und englischen Untertiteln erstmals unter dem Namen Kamikaze Girls. Die japanische Fassung enthält als Bonusmaterial unter anderem Interviews mit den Hauptdarstellern. Im Jahr 2010 erschien unter Third Window Films in Großbritannien eine neue mit englischen Untertiteln versehene Fassung, die das Bonusmaterial ebenfalls enthält.

## Handlung
Erzählt wird die Geschichte einer ungewöhnlichen Freundschaft zwischen der brav wirkenden Momoko Ryūgasaki, gespielt von Kyōko Fukada, und der Draufgängerin Ichigo Shirayuri (Anna Tsuchiya). Die Geschichte spielt in der Kleinstadt Shimotsuma, Ibaraki und wird damit eröffnet, dass die siebzehnjährige Oberstufenschülerin Momoko in einem Rüschen verzierten Kleid im Lolita-Look auf einem Moped mit einem Kleinlaster zusammenstößt und durch die Luft geschleudert wird.
In diesen Momenten wird das Leben Momokos Revue passiert: Momoko wäre am liebsten im Rokoko-Zeitalter in Frankreich geboren und lebt tief in ihrer kindlichen Phantasiewelt aus Rüschen und rosa. Ihre Mode ist ihr in ihrem Leben genug, sie hängt emotional nicht an ihrer Umwelt. Diese besteht aus dem Leben mit ihrer senilen Großmutter im Provinzstädtchen Shimotsuma, nachdem ihr Vater, ein Kleinstadtgangster und ehemaliger Yakuza, sein Geld mit Kleidungsplagiaten mit den Logos von Versace und Universal Studios verdiente und vor einer Anklage fliehen musste. Ihr Motto ist, dass man allein durchs Leben schreiten müsse, und das sieht vor allem einen rosa Wust aus Rüschen und Schleifen, aber keine animierten Objekte vor.
Ichigo, die sich selbst den nicht so kindlich klingenden Namen Ichiko gegeben hat, gehört einer Mädchen-Motorradgang (Bōsōzoku) an, die immer wieder durch Schlägereien in der Öffentlichkeit auffällt. Mit betont coolem und männlichen Gehabe streift sie sich Respekt verschaffend mit ihrem rosa Motorrad durch die Gegend.
Als Momoko beginnt, die gefälschte Kleidung ihres Vaters im Internet zu verkaufen, kreuzen sich die Wege der beiden asozialen Mädchen. Von da an besucht Ichigo Momokos Haus fast täglich, um neue Kleidung für sich und die Gang zu kaufen. Erst eine ungewöhnliche Reise nach Tokio, auf der die eine den Laden ihrer Lieblingsmarke besuchen und die andere eine legendäre Stickerin für Gangsterbraut-Mäntel finden will, bringt die beiden Mädchen einander näher. Weil die Stickerin nicht gefunden werden kann, bietet Momoko zu ihrer eigenen Überraschung zum ersten Mal in ihrem Leben jemand anderem eine Gefälligkeit an und stickt Ichigo den gewünschten Schriftzug auf den Mantel.
Als die Motorradgang erfährt, dass Ichigo die Aktivitäten der Gang zugunsten Momokos vernachlässigt, verbannen die Mitglieder das Mädchen aus ihrer Gemeinschaft, indem sie ihr rituell eine Herausforderung zukommen lassen, um sie zu züchtigen. In einer wahnsinnigen Aktion rettet Momoko ihre Freundin im letzten Moment aus dieser Situation und die beiden ziehen davon.
Das Leben der beiden scheint nur noch Positives bereitzuhalten: Der Chef-Designer von Momokos liebster Modekette, Baby, the Stars Shine Bright, ist von ihrer Stickkunst begeistert und bietet der Oberschülerin einen Nebenjob an. Ichigo avanciert zum gefragten Model für Plakate, obwohl sie Lolita-Mode hasst. Doch beide sind skeptisch gegenüber dieser rasanten Entwicklung, so dass beide ihre Jobs schmeißen und beschließen, weiter zu sehen, was das Leben ihnen bieten kann.

## Auszeichnungen
- Anna Tsuchiya gewann für ihre Rolle in diesem Film in der Kategorie Beste Nachwuchsdarstellerin 2005 den Japanese Academy Award, den Kinema-Jumpō-Preis und den Preis des Yokohama Film Festivals.
- Tetsuya Nakashima wurde u. a. der Japanese Professional Movie Award in der Kategorie Bester Regisseur und Bester Film überreicht.